# Hidde ter Avest
Hidde ter Avest, né le 20 mai 1997 à Wierden aux Pays-Bas, est un footballeur néerlandais. Il évolue au poste d'arrière droit au Oxford United.

## Biographie

### En club
Né à Wierden aux Pays-Bas, Hidde ter Avest est formé par le FC Twente, où il commence sa carrière professionnelle, jouant son premier match le 17 décembre 2014 face à De Graafschap en coupe des Pays-Bas. Il entre en jeu à la place d'Orlando Engelaar et son équipe s'impose par quatre buts à deux.
Le 15 juin 2018 est annoncé le transfert d'Hidde ter Avest à l'Udinese Calcio, avec qui il s'engage pour un contrat de quatre ans, soit jusqu'en juin 2022.
Le 13 janvier 2021, il s'engage pour trois saisons et demie au FC Utrecht.
Après avoir décidé de ne pas prolonger son contrat avec le FC Utrecht, Hidde ter Avest rejoint librement Oxford United, en Angleterre, 19 août 2024. 

### En équipe nationale
Il participe avec la sélection néerlandaise des moins de 19 ans au championnat d'Europe des moins de 19 ans 2016 organisé en Allemagne. Il joue les quatre matchs de son équipe en tant que titulaire et les Pays-Bas sont battus par l'Allemagne aux tirs au but lors du match pour la cinquième place.

## Statistiques
| Saison                | Club                  | Championnat           | Championnat | Championnat | Coupe(s) nationale(s) | Coupe(s) nationale(s) | Total | Total |
| Saison                | Club                  | Division              | M.          | B.          | M.                    | B.                    | M.    | B.    |
| 2014-2015             | FC Twente             | Eredivisie            | 10          | 0           | 2                     | 0                     | 12    | 0     |
| 2015-2016             | FC Twente             | Eredivisie            | 29          | 1           | 1                     | 1                     | 30    | 2     |
| 2016-2017             | FC Twente             | Eredivisie            | 31          | 1           | 1                     | 0                     | 32    | 1     |
| 2017-2018             | FC Twente             | Eredivisie            | 22          | 0           | 4                     | 0                     | 26    | 0     |
| Sous-total            | Sous-total            | Sous-total            | 92          | 2           | 8                     | 1                     | 100   | 3     |
| 2018-2019             | Udinese Calcio        | Serie A               | 13          | 0           | 1                     | 0                     | 14    | 0     |
| 2019-2020             | Udinese Calcio        | Serie A               | 20          | 0           | 2                     | 0                     | 22    | 0     |
| 2020-2021             | Udinese Calcio        | Serie A               | 6           | 0           | 0                     | 0                     | 6     | 0     |
| Sous-total            | Sous-total            | Sous-total            | 39          | 0           | 3                     | 0                     | 42    | 0     |
| 2020-2021             | FC Utrecht            | Eredivisie            | 18          | 2           | 0                     | 0                     | 18    | 2     |
| Sous-total            | Sous-total            | Sous-total            | 18          | 2           | 0                     | 0                     | 18    | 2     |
| Total sur la carrière | Total sur la carrière | Total sur la carrière | 110         | 4           | 8                     | 1                     | 118   | 5     |